# Пухали (Підляське воєводство)
Пухали (пол. Puchały) — село в Польщі, у гміні Ломжа Ломжинського повіту Підляського воєводства.
Населення — 98 осіб (2011).
У 1975—1998 роках село належало до Ломжинського воєводства.

## Демографія
Демографічна структура станом на 31 березня 2011 року:
|          | Загалом | Допрацездатний вік | Працездатний вік | Постпрацездатний вік |
| -------- | ------- | ------------------ | ---------------- | -------------------- |
| Чоловіки | 53      | 12                 | 36               | 5                    |
| Жінки    | 45      | 7                  | 27               | 11                   |
| Разом    | 98      | 19                 | 63               | 16                   |